# Chilly-le-Vignoble
Chilly-le-Vignoble és un municipi francès situat al departament del Jura i a la regió de Borgonya - Franc Comtat. L'any 2007 tenia 495 habitants.

## Demografia

### Població
El 2007 la població de fet de Chilly-le-Vignoble era de 495 persones. Hi havia 192 famílies de les quals 44 eren unipersonals (22 homes vivint sols i 22 dones vivint soles), 63 parelles sense fills, 67 parelles amb fills i 18 famílies monoparentals amb fills.
La població ha evolucionat segons el següent gràfic:
Habitants censats

### Habitatges
El 2007 hi havia 225 habitatges, 193 eren l'habitatge principal de la família, 15 eren segones residències i 17 estaven desocupats. 198 eren cases i 27 eren apartaments. Dels 193 habitatges principals, 155 estaven ocupats pels seus propietaris, 31 estaven llogats i ocupats pels llogaters i 7 estaven cedits a títol gratuït; 1 tenia una cambra, 3 en tenien dues, 19 en tenien tres, 40 en tenien quatre i 130 en tenien cinc o més. 168 habitatges disposaven pel capbaix d'una plaça de pàrquing. A 86 habitatges hi havia un automòbil i a 93 n'hi havia dos o més.

### Piràmide de població
La piràmide de població per edats i sexe el 2009 era:
| Homes | Edats   | Dones |
| ----- | ------- | ----- |
| 0     | 95 o +  | 0     |
| 0     | 90 a 94 | 0     |
| 0     | 85 a 89 | 4     |
| 0     | 80 a 84 | 8     |
| 4     | 75 a 79 | 0     |
| 4     | 70 a 74 | 4     |
| 20    | 65 a 69 | 16    |
| 16    | 60 a 64 | 8     |
| 24    | 55 a 59 | 16    |
| 8     | 50 a 54 | 20    |
| 24    | 45 a 49 | 20    |
| 12    | 40 a 44 | 12    |
| 16    | 35 a 39 | 20    |
| 12    | 30 a 34 | 12    |
| 8     | 25 a 29 | 20    |
| 4     | 20 a 24 | 4     |
| 8     | 15 a 19 | 0     |
| 24    | 10 a 14 | 12    |
| 24    | 5 a 9   | 8     |
| 8     | 0 a 4   | 12    |

## Economia
El 2007 la població en edat de treballar era de 304 persones, 224 eren actives i 80 eren inactives. De les 224 persones actives 215 estaven ocupades (104 homes i 111 dones) i 10 estaven aturades (6 homes i 4 dones). De les 80 persones inactives 31 estaven jubilades, 31 estaven estudiant i 18 estaven classificades com a «altres inactius».

### Ingressos
El 2009 a Chilly-le-Vignoble hi havia 214 unitats fiscals que integraven 579,5 persones, la mediana anual d'ingressos fiscals per persona era de 18.707 €.

### Activitats econòmiques
Dels 14 establiments que hi havia el 2007, 3 eren d'empreses de fabricació d'altres productes industrials, 5 d'empreses de construcció, 2 d'empreses de comerç i reparació d'automòbils, 2 d'empreses d'hostatgeria i restauració, 1 d'una empresa de serveis i 1 d'una entitat de l'administració pública.
Dels 5 establiments de servei als particulars que hi havia el 2009, 1 era un taller de reparació d'automòbils i de material agrícola, 3 paletes i 1 restaurant.

## Poblacions més properes
El següent diagrama mostra les poblacions més properes.